# Beni shoga
Il beni shoga (紅生姜?, beni shōga) è un particolare tipo di zenzero tsukemono, sistema tipico della cucina giapponese per la preparazione di sottaceti.

## Preparazione
Lo zenzero viene tagliato a strisce sottili o tritato grossolanamente e marinato nell'umezu, la stessa soluzione usata per marinare le prugne e ottenere l'umeboshi. Il colore rosso tipico deriva dalla varietà shiso della perilla, che viene diluita nell'umezu. Viene servito crudo per insaporire diverse pietanze come gyūdon, okonomiyaki, takoyaki e yakisoba. Non va confuso con l'altro tsukemono chiamato gari, che consiste nel marinare fettine di zenzero in una soluzione di aceto e zucchero e che viene consumato con il sushi.